# Barhalzi

Podział administracyjny imperium asyryjskiego w czasach króla Aszurbanipala z zaznaczonym przypuszczalnym położeniem prowincji Barhalzi (pod numerem 8, zapisane błędnie jako Barbalzi)

Barhalzi – asyryjska prowincja wzmiankowana po raz pierwszy w inskrypcjach Tiglat-Pilesera III (744-727 p.n.e.) jako miejsce przesiedlenia deportowanej ludności. Podbój Barhalzi nigdzie nie został opisany, tak więc przypuszcza się, iż prowincję tą utworzono w VIII w. p.n.e. po wydzieleniu jej z jakiejś większej, już istniejącej prowincji. Asyriolog Nicholas Postgate próbuje lokalizować prowincję Barhalzi na terenie Al-Dżaziry, na północ od gór Dżebel Sindżar i na wschód od prowincji Nasibina - w takim wypadku obszar ten należeć mógłby wcześniej do prowincji Rasappa. Z kolei jeden z zachowanych tekstów wspomina, iż w czasach Aszurbanipala gubernator Barhalzi posiadał na własność ziemię w dystrykcie Halahhu znajdującym się w prowincji Dur-Szarrukin, co może wskazywać, że prowincje Barhalzi i Dur-Szarrukin mogły mieć wspólną granicę. To lokalizowałoby prowincję Barhalzi na północ od gór Dżebel Maqlub, na obszarze pomiędzy rzekami Rubar-Atruš i Khosr. Prowincja wzmiankowana jest w liście z czasów Sargona II (722-705 p.n.e.), w dokumencie prawnym z czasów Sennacheryba (704-681 p.n.e.), w listach i tekstach administracyjnych z czasów Asarhaddona (681-669 p.n.e.) i Aszurbanipala (669-627? p.n.e.), a także w datowanej na VII w. p.n.e. liście posiadłości. Gubernatorzy Barhalzi dwukrotnie sprawowali urząd limmu (eponima): w 674 r. p.n.e. był nim Szarru-nuri (czasy Asarhaddona), a w 652 r. p.n.e. Aszur-duru-usur (czasy Aszurbanipala).